# Серро-Хадсон

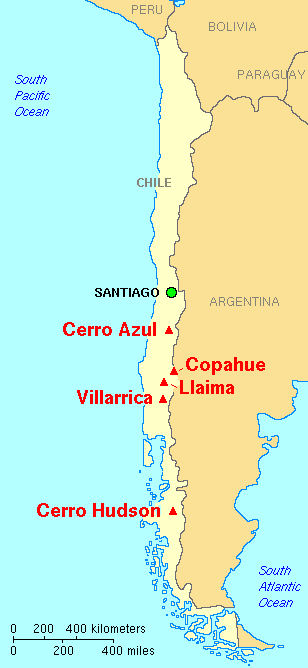
Вулкан Серро-Хадсон на карте Чили

Серро-Хадсон (исп. Cerro Hudson, исп. Volcán Hudson) — активный вулкан в Андах на территории Чили. Относится к стратовулканам.

## География
Вулкан расположен в южной части Чили, в области Айсен-дель-Хенераль-Карлос-Ибаньес-дель-Кампо.

## Вулканическая активность
Большие извержения вулкана происходили около 4750 года до н. э. и около 1890 года до н. э. (6-балльные извержения по шкале вулканических извержений VEI), как полагают, извержение вулкана в 4750 года до н. э. сопровождалось мощным взрывом, что привело, возможно, к гибели многих, если не всех групп людей, живущих в центральной Патагонии в то время. В последнее время активность вулкана была умеренной, извержения происходили в 1891 и 1971 годах. В августе-сентябре 1971 года происходило умеренное извержение (VEI 3) из северо-западной части кальдеры, сопровождавшееся выбросом пепла в атмосферу, бурное таяние ледника вызвало лахары. От селевых потоков погибли пять человек, многие местные жители были эвакуированы.

## Извержение 1991 года
Крупное плинианское извержение вулкана Серро-Хадсон произошло в августе-октябре 1991 года (5 баллов по шкале извержений VEI). Во время извержения в атмосферу было выброшено 4,3 км³ пепла. Часть ледника на вершине растаяла и в виде грязевых потоков обрушилась вниз. При извержении никто не пострадал, но сотни людей были эвакуированы из окрестностей вулкана. Вулканический пепел выпал не только на территории Чили и Аргентины, но и в южной части Атлантического океана и на Фолклендских островах. Помимо пепла в атмосферу также было выброшено большое количество газообразного диоксида серы и аэрозолей. Извержение вулкана Серро-Хадсон и ещё более мощное извержение вулкана Пинатубо в том же году вызвало всеобщий охлаждающий эффект в течение следующих двух лет.
Активность вулкана также наблюдалась в 2011 году.